# خارنغان (جلغة بهاباد)
خارنغان (بالفارسية: خارنگان) هي قرية تقع في إيران في قسم جلغة الريفي.